# Галочкин, Иван Тимофеевич
Иван Тимофеевич Га́лочкин (1909—1991) — советский зоотехник-селекционер.

## Биография
Родился 12 ноября 1909 года.
Окончил Казахский краевой зооветтехникум (1931) и Алма-Атинский зооветеринарный институт (1951).
- 1931-1938 районный зоотехник
- 1938-1943 начальник отдела племенного животноводства Наркомзема Казахской ССР.
- 1943-1946 старший зоотехник, директор Госплемрассадника крупного рогатого скота.
- 1946-1957 начальник Управления животноводства МСХ Казахской ССР.

В 1957—1961 годах — заместитель председателя исполнительного комитета Акмолинской области, в 1961—1962 — председатель комитета планирования Целинного края, в 1962—1963 годах — заместитель председателя исполнительного комитета Алма-Атинской области. С 1965 по 1975 год — начальник  Главптицепрома МСХ Казахской ССР.
Член ВКП(б) с 1944 года.

## Награды и премии
- Сталинская премия второй степени (1951)— за выведение новой породы крупного рогатого скота «Алатаусская»
- три ордена «Знак Почёта» (1950, 1957, 1971)
- медали[1]